# Station Bispebjerg
Station Bispebjerg is een S-tog-station in Kopenhagen, Denemarken dat is geopend op 28 september 1996. 
Het ligt op de F-lijn, soms ook Ringbanen genoemd omdat de lijn diverse voorsteden met elkaar verbindt in de vorm van een halve cirkel. Deze lijn werd in 1930 geopend om vooral goederentreinen om de stad heen te leiden ter vervanging van het spoor met vele overwegen door de bebouwing van Nørrebro en Frederiksberg. Kort na de opening werd de lijn onder de draad gebracht voor het S-tognet dat op 3 april 1934 van start ging met lijn F tussen Frederiksberg en Klampenborg via de ringlijn.
Het station bij Bispebjerg werd echter pas in 1996 ingevoegd tussen de stations Nørrebro en Ryparken die beide vanaf het begin door lijn F werden bediend. 
Het eilandperron ligt ten zuiden van en deels onder de Tagensvej die hier op een brug het spoor kruist. Aan de noordkant van de brug is een vaste trap tussen het perron en de stoep, aan de zuidkant van de brug zijn een lift en een vaste trap tussen perron en stoep. Deze toegang heeft een hoge metalen bovenbouw als blikvanger voor de toegang tot het station. Het perron is niet overkapt en alleen het deel onder de brug biedt beschutting. 
Ten zuidoosten van het station tussen Mimersgade en Lersø Park Allé is het vroegere goederen emplacement herontwikkeld tot Mirmerspark. Banedanmark wilde het gebied ten noorden van de brug gebruiken als opstelterrein.

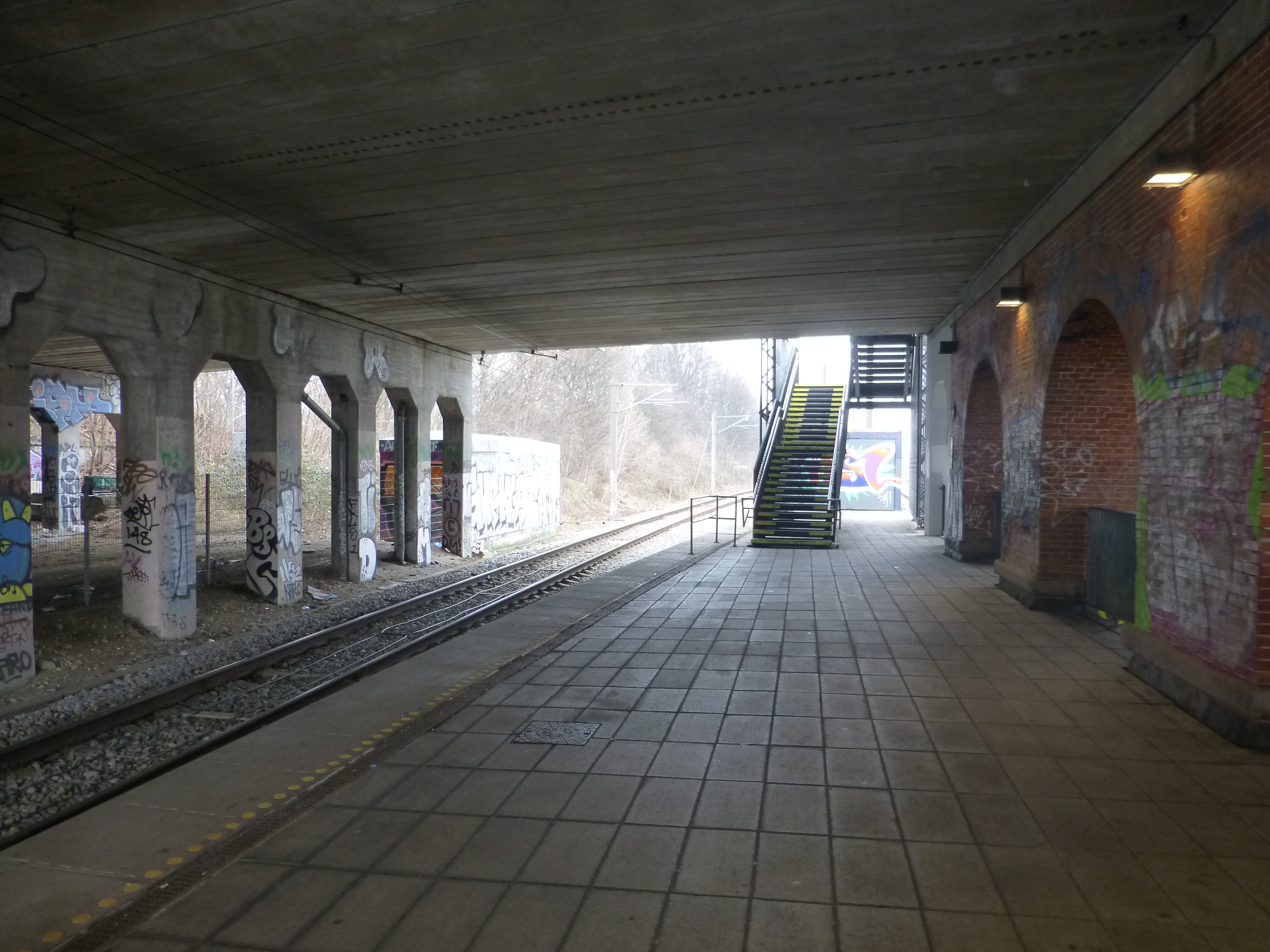
Het perrondeel onder de brug.
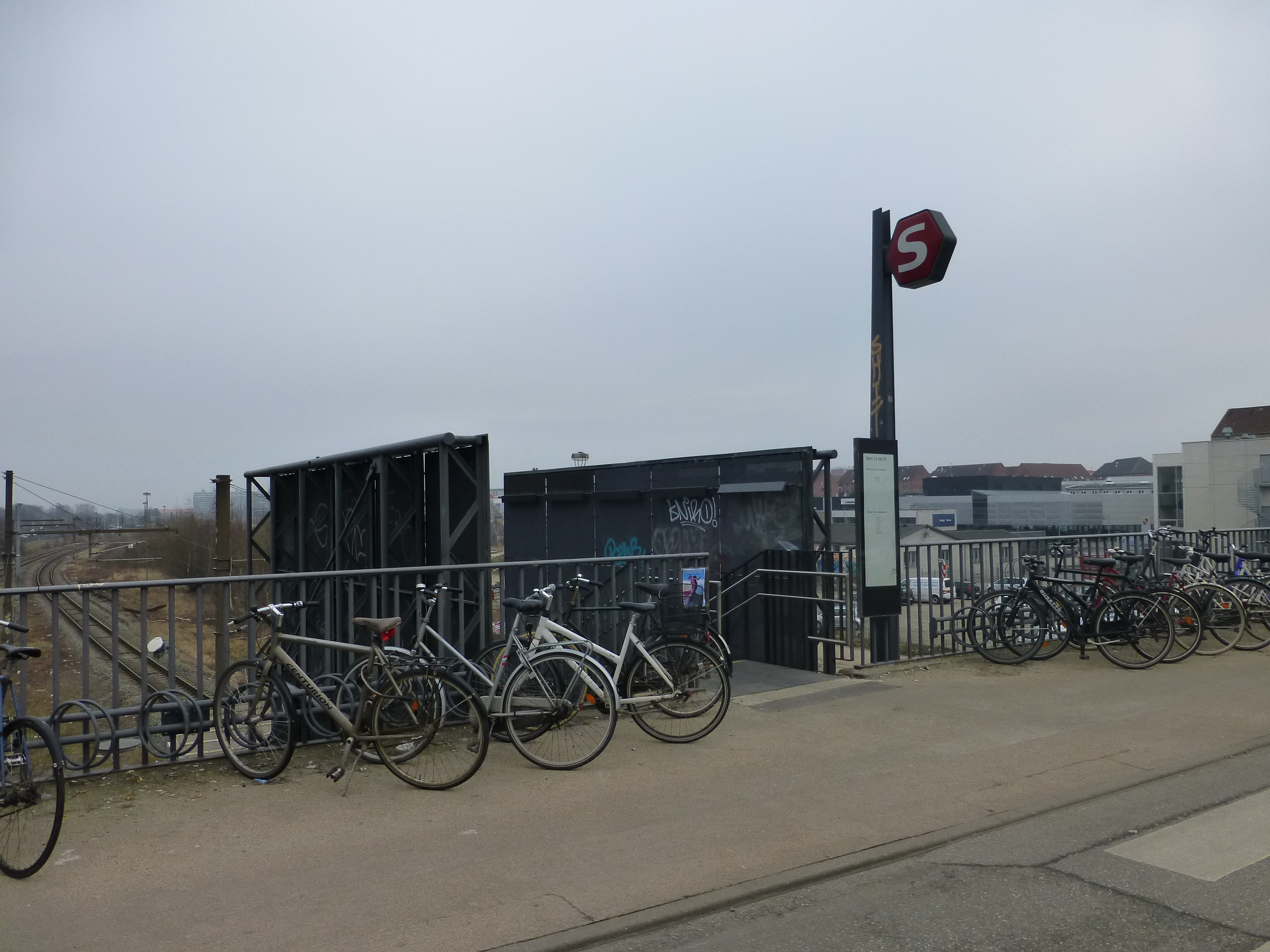
Bovenaan de noordelijke toegangstrap.
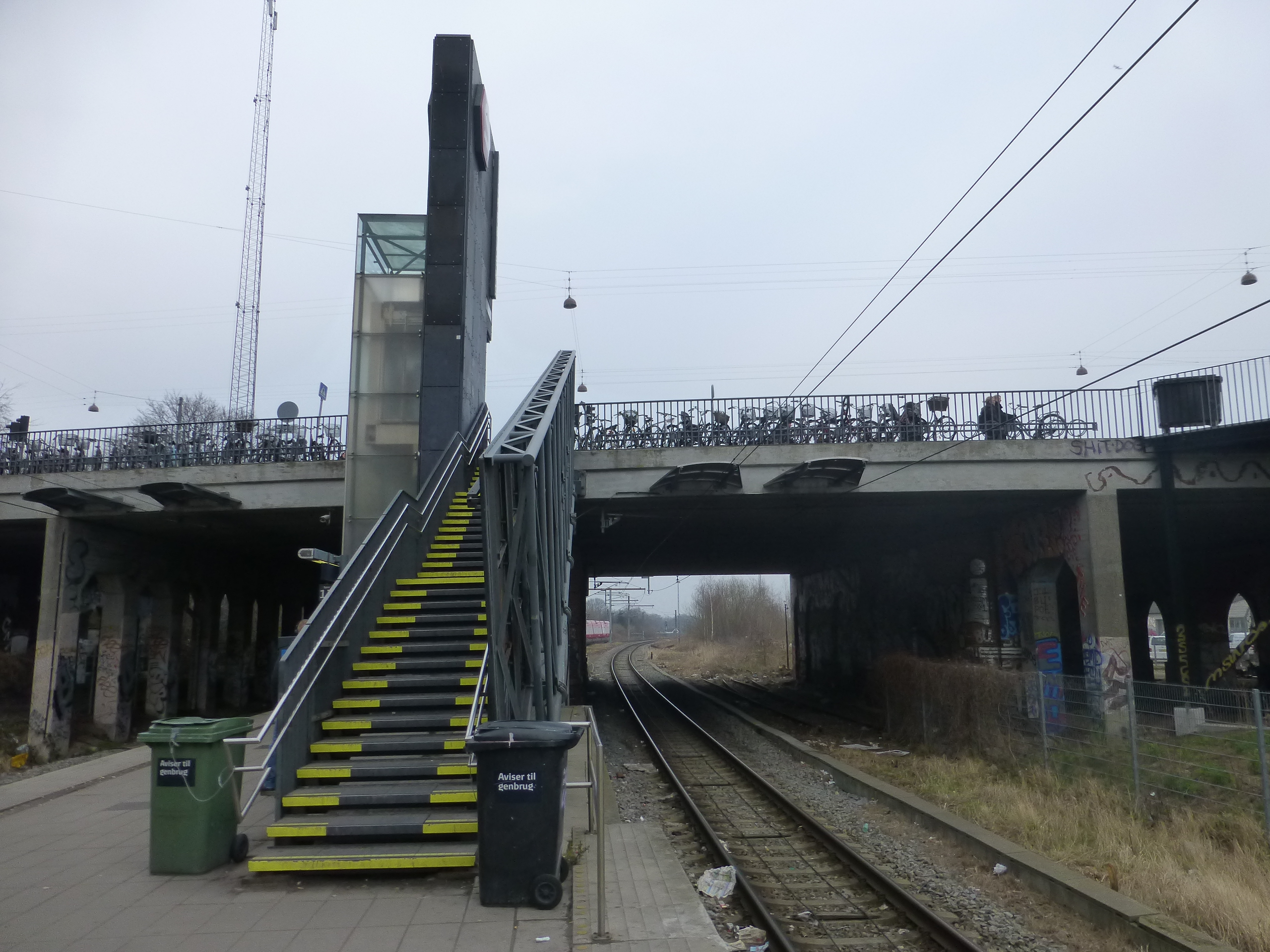
Trap en lift ten zuiden van de brug.

Hellerup · Ryparken · Bispebjerg · Nørrebro · Fuglebakken · Grøndal · Flintholm · KB Hallen · Ålholm · Danshøj · Vigerslev Allé · Ny Ellebjerg